# Depot von Saalburg
Das Depot von Saalburg (auch Hortfund von Saalburg) ist ein Depotfund der frühbronzezeitlichen Aunjetitzer Kultur (2300–1550 v. Chr.) aus Saalburg, einem Ortsteil von Saalburg-Ebersdorf im Saale-Orla-Kreis (Thüringen). Das Depot befindet sich heute im Museum für Ur- und Frühgeschichte Thüringens in Weimar.

## Fundgeschichte
Das Depot soll im oberen Tal der Saale gefunden worden sein. Die genauen Fundumstände und das Fundjahr sind unbekannt. Wilhelm Albert von Brunn hielt auch eine Herkunft aus Süddeutschland und eine falsche Angabe des Fundorts für möglich.

## Zusammensetzung
Das Depot besteht aus neun bronzenen Rohgussringbarren und zwei Bruchstücken von weiteren Barren. Die Barren wurden wohl zunächst als gerade Stäbe gegossen und anschließend durch Biegen und Hämmern in Ringform gebracht. An den Innenseiten sind zwischen den Kanten noch Holzkohlereste erhalten.